# Fugini Alimentos
Fugini Alimentos LTDA., conhecida como apenas Fugini, é uma empresa alimentícia brasileira com sede em Monte Alto, São Paulo.
Conhecida por seu molho de tomate e vegetais em conserva, foi classificada como líder de mercado de molhos de tomates e milho em conserva, em 2024.

## História
A Fugini foi criada no início de 1996, como Indústria Alimentícia Fugita, na cidade de Monte Alto (SP), região tradicionalmente agroindustrial.
Em 1998, tornou-se fornecedora da marca Cica, reconhecida marca no mercado de molhos de tomate.
A partir de 2003 lançou no mercado produtos com a marca Fugini, licenciou a marca Cica para doces, geleias e frutas em calda e adquiriu a marca do Amendocrem, o que fez dela ter atuação em todo o Brasil.
Já, no ano seguinte, a Fugita alterou sua razão social Fugini Alimentos LTDA.
Em 2010, inaugurou sua segunda fábrica na cidade de Cristalina, em Goiás, com 25.000 m² de área produtiva. No mesmo ano, expandiu seu catálogo de produtos, oferecendo também pratos congelados e batata palha.

## Premiações e Reconhecimentos
- 2021 - Prêmio Kantar Brand Footprint Brasi 50 Maiores Marcas do Brasil[7]
- 2024 - Selos Ouro e Bronze do Prêmio ABRE (Associação Brasileira de Embalagem) - pelas embalagens biquinho[8]
- 2025 - Pesquisa "5 Mais Mais 2024" APAS (Associação Paulista de Supermercados)[9]
- 2025 -  Prêmio Embalagens WorldStar 2025 (categoria Alimentos)